# Mitsubishi Heavy Industries

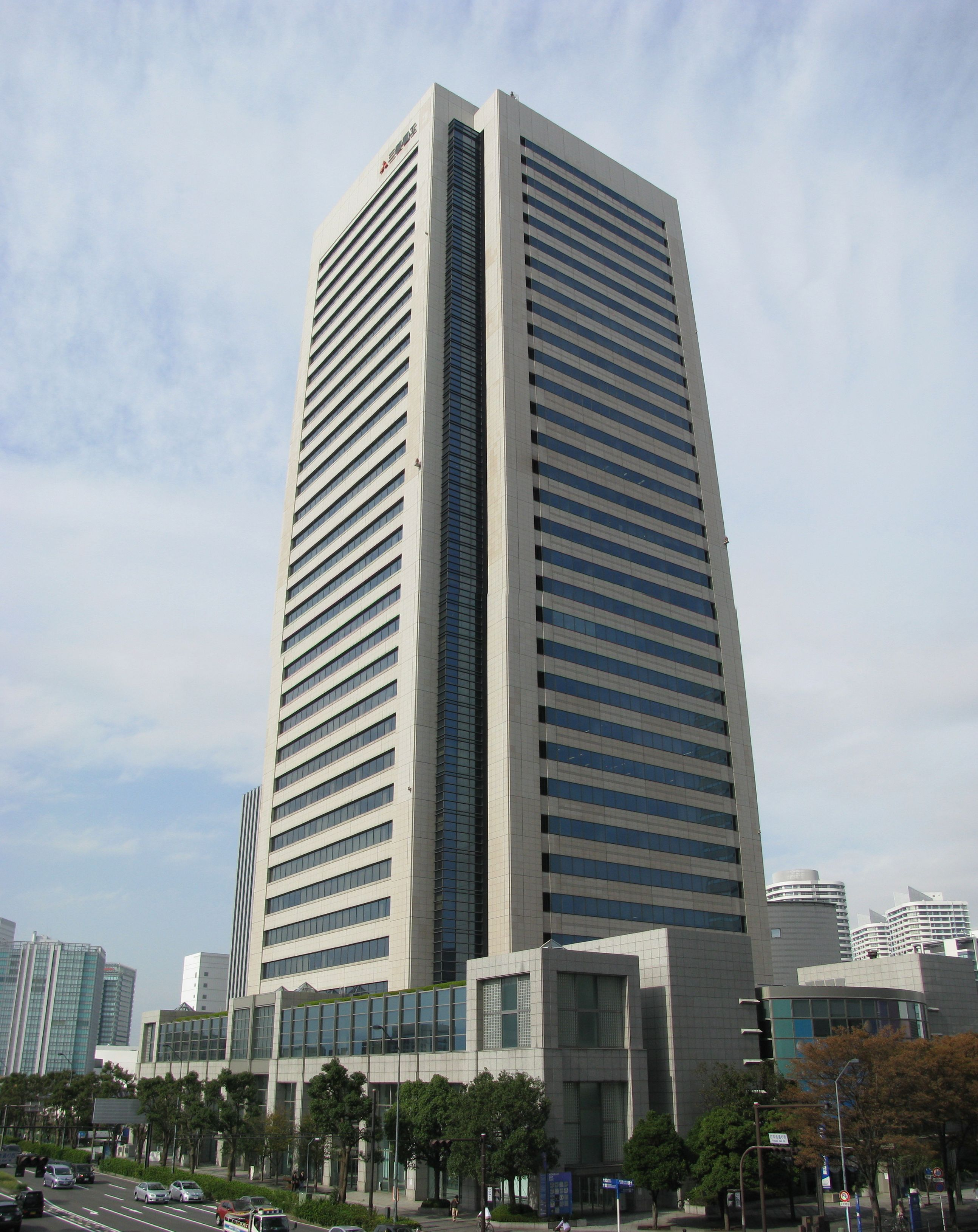
A sede da Mitsubishi Heavy Industries em Yokohama, Japão.

Mitsubishi Heavy Industries é uma empresa japonesa do Grupo Mitsubishi que produz navios, trens, empilhadeiras e peças aeroespaciais.

## Defesa

#### Misseis
- AAM-1
- AAM-2
- AAM-3
- AAM-4
- AAM-5
- Nike J
- Type 80 Air-to-Ship Missile
- Type 88 Surface-to-Ship Missile
- Type 90 Ship-to-Ship Missile
- Type 91 Air-to-Ship Missile
- Type 93 Air-to-Ship Missile